# Henry Herbert, VII conte di Carnarvon
Henry George Reginald Molyneux Herbert, VII conte di Carnarvon (Londra, 19 gennaio 1924 – Winchester, 11 settembre 2001), è stato un nobile inglese.

## Biografia

### Infanzia
Era il figlio di Henry Herbert, VI conte di Carnarvon, e della sua prima moglie, l'americana Catherine Wendell. Studiò all'Eton College.

### Carriera
Servì come tenente delle Royal Horse Guards per poi diventare colonnello onorario del 116° Engineer Regiment (Territorial Army).
Lord Carnarvon era conosciuto più per essere un amico della regina Elisabetta II, oltre ad essere il responsabile delle sue scuderie. La Regina lo chiamava "Porchy". Nel 1987 succedette al padre nella contea.
Lord Carnarvon era membro indipendente del Consiglio della contea di Hampshire e ne divenne il presidente. Fu anche presidente del Consiglio di pianificazione economica del Sud Est.

### Matrimonio
Come suo padre, Lord Carnarvon si innamorò di un'anglo-americana, Jean Margaret Wallop, figlia di Oliver Malcolm Wallop. La famiglia Wallop apparteneva alla nobiltà inglese del sud-est dell'Inghilterra. Le nozze vennero celebrate il 7 gennaio 1956. Ebbero tre figli

### Morte
Morì a seguito di un attacco di cuore l'11 settembre 2001, all'età di 77 anni.

## Discendenza
Henry e Jean Margaret Wallop ebbero:
- George Herbert, VIII conte di Carnarvon (10 novembre 1956);
- Lord Henry Malcolm Herbert (2 marzo 1959), sposò Francesca V. Bevan, ebbero tre figli;
- Lady Carolyn Penelope Herbert (27 gennaio 1962), sposò John Warren, ebbero tre figli.

## Ascendenza
|                                       |               |                                  | Genitori                                  |  |  | Nonni |  |  | Bisnonni                             |  |  | Trisnonni                             |  |
|                                       |               |                                  |                                           |  |  |       |  |  | Henry Herbert, IV conte di Carnarvon |  |  | Henry Herbert, III conte di Carnarvon |  |
|                                       |               |                                  |                                           |  |  |       |  |  | Henry Herbert, IV conte di Carnarvon |  |  | Henry Herbert, III conte di Carnarvon |  |
|                                       |               | Henrietta Howard-Molyneux-Howard |                                           |  |  |       |  |  | Henry Herbert, IV conte di Carnarvon |  |  |                                       |  |
| George Herbert, V conte di Carnarvon  |               |                                  |                                           |  |  |       |  |  | Henry Herbert, IV conte di Carnarvon |  |  |                                       |  |
|                                       |               | Evelyn Stanhope                  | George Stanhope, VI conte di Chesterfield |  |  |       |  |  |                                      |  |  |                                       |  |
|                                       |               | Evelyn Stanhope                  | George Stanhope, VI conte di Chesterfield |  |  |       |  |  |                                      |  |  |                                       |  |
|                                       |               | Evelyn Stanhope                  | Anne Weld-Forester                        |  |  |       |  |  |                                      |  |  |                                       |  |
| Henry Herbert, VI conte di Carnarvon  |               | Evelyn Stanhope                  |                                           |  |  |       |  |  |                                      |  |  |                                       |  |
|                                       |               | Alfred, barone de Rothschild     | Lionel, barone de Rothschild              |  |  |       |  |  |                                      |  |  |                                       |  |
|                                       |               | Alfred, barone de Rothschild     | Lionel, barone de Rothschild              |  |  |       |  |  |                                      |  |  |                                       |  |
|                                       |               | Alfred, barone de Rothschild     | Charlotte von Rothschild                  |  |  |       |  |  |                                      |  |  |                                       |  |
| Almina Wombwell                       |               | Alfred, barone de Rothschild     |                                           |  |  |       |  |  |                                      |  |  |                                       |  |
|                                       |               | Marie Félicie Boyer              | Alexandre Antoine Boyer                   |  |  |       |  |  |                                      |  |  |                                       |  |
|                                       |               | Marie Félicie Boyer              | Alexandre Antoine Boyer                   |  |  |       |  |  |                                      |  |  |                                       |  |
|                                       |               | Marie Félicie Boyer              | Victoria de los Dolores de Gogorza        |  |  |       |  |  |                                      |  |  |                                       |  |
| Henry Herbert, VII conte di Carnarvon |               | Marie Félicie Boyer              |                                           |  |  |       |  |  |                                      |  |  |                                       |  |
|                                       | Jacob Wendell | Jacob Wendell                    |                                           |  |  |       |  |  |                                      |  |  |                                       |  |
|                                       | Jacob Wendell | Jacob Wendell                    |                                           |  |  |       |  |  |                                      |  |  |                                       |  |
|                                       | Jacob Wendell | Mehitabel Rindge Rogers          |                                           |  |  |       |  |  |                                      |  |  |                                       |  |
| Jacob Wendall                         | Jacob Wendell |                                  |                                           |  |  |       |  |  |                                      |  |  |                                       |  |
|                                       |               | Mary Bertoldi Barrett            | …                                         |  |  |       |  |  |                                      |  |  |                                       |  |
|                                       |               | Mary Bertoldi Barrett            | …                                         |  |  |       |  |  |                                      |  |  |                                       |  |
|                                       |               | Mary Bertoldi Barrett            | …                                         |  |  |       |  |  |                                      |  |  |                                       |  |
| Catherine Wendell                     |               | Mary Bertoldi Barrett            |                                           |  |  |       |  |  |                                      |  |  |                                       |  |
|                                       |               | Philip Richard Fendall           | Philip Richard Fendall II                 |  |  |       |  |  |                                      |  |  |                                       |  |
|                                       |               | Philip Richard Fendall           | Philip Richard Fendall II                 |  |  |       |  |  |                                      |  |  |                                       |  |
|                                       |               | Philip Richard Fendall           | Elizabeth Mary Young                      |  |  |       |  |  |                                      |  |  |                                       |  |
| Marion Fendall                        |               | Philip Richard Fendall           |                                           |  |  |       |  |  |                                      |  |  |                                       |  |
|                                       |               | Anne Catherine Tredick           | Jonathan M. Tredick                       |  |  |       |  |  |                                      |  |  |                                       |  |
|                                       |               | Anne Catherine Tredick           | Jonathan M. Tredick                       |  |  |       |  |  |                                      |  |  |                                       |  |
|                                       |               | Anne Catherine Tredick           | Mary Frances Salter                       |  |  |       |  |  |                                      |  |  |                                       |  |
|                                       |               | Anne Catherine Tredick           |                                           |  |  |       |  |  |                                      |  |  |                                       |  |